# Olga Törös
Olga Törös, później Szemerey (ur. 4 sierpnia 1914 w Debreczynie, zm. 16 lutego 2015 w Kecskemécie) – węgierska gimnastyczka. Brązowa medalistka olimpijska z Berlina.
Zawody w 1936 były jej jedynymi igrzyskami olimpijskimi. Brązowy medal zdobyła w rywalizacji drużynowej. Węgierską drużynę tworzyły także Margit Csillik, Margit Kalocsai, Ilona Madary, Gabriella Mészáros, Margit Nagy, Judit Tóth i Eszter Voit. 